# Lathys dentichelis
Lathys dentichelis là một loài nhện trong họ Dictynidae.
Loài này thuộc chi Lathys. Lathys dentichelis được Eugène Simon miêu tả năm 1883.